# 常庵竜崇
常庵 竜崇（じょうあん りゅうそう、文明2年〈1470年〉 - 天文5年9月5日〈1536年9月2日〉）は、室町時代から戦国時代にかけての臨済宗の僧侶。建仁寺第262世。諱は不明。「常庵龍崇」とも書かれるが、実際の漢字は不明。別号に角虎道人（かっこどうにん）、寅闇（いんあん）がある。太原雪斎、栴岳承芳（後に還俗して今川義元）の師。

## 生涯
文明2年（1470年）に東常縁の四男として生まれた。文明5年（1473年）、建仁寺で叔父の正宗龍統に師事し、翌年の夏に出家してその法を継いだ 。大願寺、昭覚寺、真如寺を経て建仁寺霊泉院に入り、永正14年（1517年）に建仁寺住持となった。同年、真如寺より建仁寺262世として入山し、建仁寺塔頭霊泉院に住み、その後は塔頭護国院に移った。常庵は歌道や文学を通じて公家・朝廷と交わっており、特に三条西実隆とは深い親交を持っていた。この三条西実隆を通じて、常庵と今川家は知己になったとされている。天文5年9月5日（1536年9月2日）に死去した。享年67。主な著作は「寅闇詩集」、「角虎道人文集」など。